# Cantó de Rougemont
El cantó de Rougemont és un cantó francès del departament del Doubs, situat al districte de Besançon. Té 27 municipis i el cap és Rougemont.

## Municipis
| - Abbenans - Avilley - Bonnal - Cubrial - Cubry - Cuse-et-Adrisans - Fontenelle-Montby - Gondenans-les-Moulins - Gondenans-Montby - Gouhelans - Huanne-Montmartin - Mésandans - Mondon - Montagney-Servigney | - Montussaint - Nans - Puessans - Rillans - Rognon - Romain - Rougemont - Tallans - Tournans - Tressandans - Trouvans - Uzelle - Viéthorey |

## Història
| Data d'elecció                           | Identitat          | Partit                    | Qualitat |
| ---------------------------------------- | ------------------ | ------------------------- | -------- |
| 1945-1961                                | Roland de Moustier | PRL, després PS           |          |
| 1961-196.                                | M. Cour            | Divers droite             |          |
| 196.-1979                                | M. Paillard        | Divers droite             |          |
| 1979-2004                                | Roland Genin       | PS, després Divers droite |          |
| 2004-                                    | Danièle Nevers     | PS                        |          |
| les dades anteriors no són pas conegudes |                    |                           |          |
|                                          |                    |                           |          |